# Laurent Recouderc
Laurent Recouderc (Tolosa, 10 luglio 1984) è un ex tennista francese naturalizzato andorrano.

## Biografia
Dopo una discreta carriera a livello junior, dove ha raggiunto la ventesima posizione nella classifica di categoria, ha debuttato nel circuito professionistico nel 2001.
Ha giocato la maggior parte della carriera a livello future e challenger, vincendo rispettivamente 13 e 3 titoli di singolare. Ha comunque preso parte a tre dei quattro tornei Slam, raggiungendo il secondo turno nell'edizione 2007 del Roland Garros dove è stato eliminato in quattro set da Novak Đoković, dopo aver sconfitto al primo turno Sam Querrey.
Trasferitosi ad Andorra, dove attualmente svolge la professione di supervisore tecnico della federazione tennistica locale, ha rappresentato il paese pirenaico ai Giochi dei piccoli stati d'Europa di Islanda 2015, vincendo la medaglia d'oro in singolare e il bronzo nel torneo di doppio in coppia con Joan Bautista Poux Gautier.
Ha raggiunto la 124ª posizione nella classifica ATP nel 2009 e la 320ª nella classifica di doppio nel 2010.

## Statistiche

### Tornei minori

#### Singolare

##### Vittorie
| Legenda        |
| Challenger (3) |
| Futures (13)   |

| N   | Data             | Torneo                         | Superficie     | Avversario in finale      | Punteggio        |
| 1.  | 1º giugno 2003   | Morocco F2, Marrakech          | Terra rossa    | Brian Dabul               | 6–4, 6–4         |
| 2.  | 17 agosto 2003   | Russia F1, Sergiev Posad       | Terra rossa    | Sergei Yaroshenko         | 6–1, 3–6, 6–4    |
| 3.  | 31 agosto 2003   | Russia F1, Balašicha           | Terra rossa    | Alexander Pavlioutchenkov | 6–0, 6–2         |
| 4.  | 15 ottobre 2006  | France F17, Saint-Dizier       | Cemento indoor | Édouard Roger-Vasselin    | 7–5, 6–3         |
| 5.  | 8 aprile 2007    | Egypt F1, Il Cairo             | Terra rossa    | Juan Pablo Villar         | 6–3, 5–7, 6–1    |
| 6.  | 15 aprile 2007   | Egypt F1, Il Cairo             | Terra rossa    | Mohammed Maamoun          | 6–4, 6–3         |
| 7.  | 6 maggio 2007    | Great Britain F1, Bournemouth  | Terra rossa    | Jan Minář                 | 7–6(3), 6–4      |
| 8.  | 13 maggio 2007   | Algeria F1, Algeri             | Terra rossa    | Alex Satschko             | 6–3, 6–0         |
| 9.  | 20 gennaio 2008  | China F1, Shenzhen             | Cemento        | Frederik Nielsen          | 6–3, 6–3         |
| 10. | 22 giugno 2008   | ZRE Katowice Bytom Open, Bytom | Terra rossa    | Pablo Santos González     | 6–3, 6–4         |
| 11. | 14 marzo 2009    | Morocco Tennis Tour, Rabat     | Terra rossa    | Santiago Ventura          | 6–0, 6–2         |
| 12. | 21 giugno 2009   | ZRE Katowice Bytom Open, Bytom | Terra rossa    | Jan Hájek                 | 6–3, 6–4         |
| 13. | 29 luglio 2012   | Estonia F2, Kuressaare         | Terra rossa    | Vladimir Ivanov           | 7–5, 7–6(3)      |
| 14. | 9 settembre 2012 | Georgia F1, Tbilisi            | Terra rossa    | Matteo Marrai             | 6–1, 7–5         |
| 15. | 31 marzo 2013    | Vietnam F1, Bạc Liêu           | Cemento        | Lucas Pouille             | 0-6, 6-4, 7–6(4) |
| 16. | 7 aprile 2013    | Vietnam F2, Ho Chi Minh        | Cemento        | Nicolas Meister           | 6–3, 6-4         |

##### Finali perse
| Legenda        |
| Challenger (3) |
| Futures (5)    |

| N  | Data              | Torneo                                    | Superficie  | Avversario in finale | Punteggio        |
| 1. | 8 maggio 2005     | Hungary F2, Miskolc                       | Terra rossa | František Polyak     | 3-6, 4-6         |
| 2. | 7 agosto 2005     | Lebanon F2, Jounieh                       | Terra rossa | Benjamin Balleret    | 3-6, 5-7         |
| 3. | 2 ottobre 2005    | Ukraine F1, Horlivka                      | Terra rossa | Photos Kallias       | 5-7, 4-6         |
| 4. | 9 novembre 2008   | President's Cup, Astana                   | Cemento     | Andrej Golubev       | 6-1, 5-7, 3-6    |
| 5. | 13 settembre 2009 | Black Forest Open, Freudenstadt           | Terra rossa | Jan Hájek            | 6-2, 3-6, 6(5)–7 |
| 6. | 8 agosto 2010     | Beijing International Challenger, Pechino | Cemento     | Franko Škugor        | 6-3, 4-6, 3-6    |
| 7. | 9 ottobre 2011    | Chile F7, Santiago del Cile               | Terra rossa | Guillermo Hormazabal | 5-7, 2-6         |
| 8. | 29 gennaio 2012   | Egypt F1, Il Cairo                        | Terra rossa | Andrej Kuznecov      | 4-6, 3-6         |